# Alguaire
Alguaire és una vila i municipi de la comarca del Segrià als Països Catalans. Se situa al peu d'un penyal sobre el qual s'alçava lo Castell.
| Entitat de població | Habitants (2024) |
| Alguaire            | 2.867            |
| la Mata de Pinyana  | 125              |
| Font: Idescat       |                  |

Lo nucli del poble consta de 2662 habitants. Lo disseminat d'Alguaire és de 257 persones, de les quals la majoria habiten les urbanitzacions de Tabac o Pinyana.

## Geografia
- Llista de topònims d'Alguaire (orografia: muntanyes, serres, collades, indrets..; hidrografia: rius, fonts...; edificis: cases, masies, esglésies, etc).

A l'oest hi ha una serra que continua fins al pla de Sas d'Alfarràs, mentre que a l'est s'hi poden trobar múltiples camps de conreu, travessant lo canal de Pinyana. Darrere lo penyal hi ha un gran secà on es va edificar l'aeroport Lleida-Alguaire.
Es troba a 15 km al nord de Lleida. A 5 km de Rosselló, a 7 km d'Almenar, a 4 km de Vilanova de Segrià i La Portella, a 7 km de Torrefarrera, a 12 d'Almacelles, a 6 d'Aubesa i a més d'1 km de la colònia de la Mata de Pinyana.

## Economia
La seua economia se sosté principalment en l'agricultura i ramaderia, tot i que va reduint-se generacionalment. El seu terme municipal acull l'aeroport de Lleida-Alguaire.

## Demografia
| 1497 f | 1515 f | 1553 f | 1717 | 1787  | 1857  | 1877  | 1887  | 1900  | 1910  |
| ------ | ------ | ------ | ---- | ----- | ----- | ----- | ----- | ----- | ----- |
| 102    | 115    | 127    | 161  | 1.215 | 2.127 | 2.165 | 2.161 | 2.346 | 2.397 |

| 1920  | 1930  | 1940  | 1950  | 1960  | 1970  | 1981  | 1990  | 1992  | 1994  |
| ----- | ----- | ----- | ----- | ----- | ----- | ----- | ----- | ----- | ----- |
| 2.468 | 2.390 | 2.472 | 2.565 | 2.522 | 2.782 | 2.844 | 2.872 | 2.856 | 2.856 |

| 1996  | 1998  | 2000  | 2002  | 2004  | 2006  | 2008  | 2010  | 2012  | 2014  |
| ----- | ----- | ----- | ----- | ----- | ----- | ----- | ----- | ----- | ----- |
| 2.825 | 2.824 | 2.807 | 2.844 | 2.928 | 3.088 | 3.129 | 3.140 | 3.105 | 3.093 |

| 2016  | 2018  | 2020  | 2022  | 2024  | 2026 | 2028 | 2030 | 2032 | 2034 |
| ----- | ----- | ----- | ----- | ----- | ---- | ---- | ---- | ---- | ---- |
| 3.006 | 2.937 | 3.029 | 3.040 | 2.986 | -    | -    | -    | -    | -    |

## Història
Hi ha diverses troballes en diversos indrets del terme que daten de l'època preromana, com los jaciments de Tabac, lo Merli, Ratera, Saragossa, lo Coscollar, Alcanissella, les Roques de Vimpela i de la calçada del Pedrís fins a Corregó, entre les quals es destaca la ceràmica ibèrica de Tabac. A diversos tossals s'ha trobat material ilerget com al Tossal del Maso, de sant Ramon i la serra del Quiles.
Lo poblament perdurà en època romana, quan esdevingué una fortalesa ilergeta contra la invasió cartaginesa i romana, i fou un punt estratègic en la lluita de Sertori contra Roma (73-72 aC). Esdevingué després un bastió auxiliar dels generals pompeians Luci Afrani i Petreus, oposats a Cèsar a la batalla del Segre. Hi ha també troballes d'època romana (columna estriada del Baix Imperi, monedes...) i visigòtiques. De l'edat mitjana cal destacar la necròpolis de les Roques de So Roig, situada a prop de les Roques de Vimpela. També cal esmentar lo Pou de Gel, dels segles XVI i XVII.
Alguaire va ser reconquerit per Ermengol VI d'Urgell el 1145-1147. Tot i que la primera menció a la vila va ser pels voltants del 900. La seua conquesta no va ser fàcil ja que el seu castell era una autèntica suda com les de Larida (Lleida), Madínat Balaghí (Balaguer) o Castelló de Farfanya. Es va poblar inicialment amb 40 famílies. El 1149 Ramon Berenguer IV inicià les donacions d'Algoire/Alguareda i son terme a l'orde de l'Hospital de Jerusalem, fins que el 1186 Alfons lo Cast permutà uns terrenys a canvi del seu castell. D'ençà, Alguaire fou lo cap d'una gran comanda santjoanista. Lo 1250 s'hi fundà el convent hospitaler les restes del qual encara es poden veure i estan en procés d'excavació arqueològica. Lo 1319 amb l'annexió de la comanda al Priorat de Catalunya, es creà la baronia d'Alguaire, d'extensió semblant a la dels actuals termes d'Alguaire, Vilanova de Segrià i la Portella. El 1396, el comte de Foix qui volia ser rei d'Aragó, va acampar les seues lleves entre Alguaire i Almenar per a dirigir-se a Montsó.
Mentrestant, la vila anà prosperant, tot i que foren freqüents les qüestions derivades dels problemes dels regadius amb la ciutat de Lleida. Des del regnat de Ferran el Catòlic, era governada en règim de paeria, amb paers, regidors, síndic i un consell general; los caps de casa eren obligats a reparar les muralles i a fer guaites en cas de perill, com s'esdevingué durant la difícil etapa del bandolerisme, que incidí negativament a la vila i arribà a despoblar alguns llocs, com Tabac i Ratera, així com també ho feren amb Alpicat, Almacelles o Rosselló. Entre los bandolers més famosos de la contrada trobem lo llegendari Macot, lo Barber d'Almenar, lo Lletuga, lo Noi de Montellà o lo Mal Flari. També hi van haver certs conflictes amb Almenar per raó dels regs de la segla de Segrià.
La guerra dels Segadors el 1640 va representar un cop dur per al monestir, les monges del qual van haver d'anar a viure a Lleida i després a Barcelona. Això va ser per estar el monestir al mig de múltiples conteses com el setge d'Almenar de 1641. En dit esdeveniment, Philippe de La Mothe va vindre de Lleida a socórrer la població susdita, situant-se a Alguaire amb 2000 infants i 1000 cavalls. Dos dies va estar l'exèrcit en escaramusses contra els castellans que assetjaven Almenar, defensat per Jaume d'Algerri, des del seu lloc al castell d'Alguaire. Es diu que La Mothe va enviar durant la nit a 100 cavallers que van fer sonar les trompetes i tambors, fent creure als assetjants que s'enfrontaven amb un exèrcit superior, van marxar, fins i tot deixant l'artilleria i bagatges. El rei de Castella va perdre més de tres-cents combatents d'un total de 3000 infants, 2000 cavalls i artillers amb 6 canons.
A part, a Alguaire s'hi produí un setge bastant intens el novembre de 1646 en el context de l'avanç francocatalà de la contraofensiva del comte d'Harcourt qui després del fracàs al setge de Lleida (que va influir molt negativament a la causa catalana) va decidir reposicionar les tropes al castell d'Alguaire. Allí Henri d'Harcourt es va retrobar amb el marquès de Leganés (ambdós eren virreis del Principat pels seus respectius partits), després de la desfeta de Lleida. El 23 de novembre va tindre lloc la presa d'Alguaire, commemorada en una pintura a l'oli del segle XVII d'escola flamenca. Tal quadre va ser realitzat per decorar la sala de batalles del Palau de Sant Bernard del marqués de Leganés. El 2020 va ser adquirida pel Museu de Lleida per 15000€ després de ser subhastada a Madrid.
Lo 1651 van tornar a Alguaire fins que el 1699 es van traslladar definitivament a Barcelona, i d'allí van anar passant de monestir en monestir fins que es va tancar Valldoreix lo 2007 per falta de vocacions. La baronia es mantingué fins a la fi de l'Antic Règim (quan es van extingir les senyories el 1836). Durant la invasió borbònica es va destruir força i en pocs anys se'n van perdre tot tipus de riqueses artístiques. El 1774 encara en quedava en peu l'església.
La guerra de successió va tindre Alguaire com a important escenari. Al 1709 les tropes borbòniques van acampar en diverses ocasions a Alguaire i el 1710 a l'altiplà de Ratera. Durant la batalla d'Almenar del 1710, l'exèrcit filipista va perdre, cosa que va presenciar el rei Felip des del terme d'Alguaire. Segons algunes fonts, el rei francès en la seua retirada, com que era de nit, va caure a la segla del Segrià (canal de Pinyana) amb cavall inclòs en algun punt probablement d'Alguaire i va estar a punt de ser capturat pels austriacistes tot i que gràcies a l'hàbil guàrdia del rei es va poder escapar. La contesa va ser veritablement una catàstrofe per moltes viles i ciutats dels Països catalans, Alguaire va veure la població devastada d'una manera mai vista: saquejos, extorsions i cremes passant la vila de 110 cases a unes cinc o sis dempeus, una total catàstrofe. Per sort, durant el segle xviii Alguaire prosperà agrícolament i ramadera fet que propicià un creixement demogràfic. De les quaranta cases del 1718 es va passar a 63 el 1726 i a 230 el 1774. Donades les pèssimes condicions de l'església i la puixança alguairenca, aquesta es va refer en estil barroc sobri amb influències neoclàssiques, començada el 1773 va restar enllestida al 1781. D'aquells anys (1774-1775) també n'és l'edifici consistorial antic, que no ha pervingut, així com la construcció d'un joc de pilota (frontó) prop del Merli, la conversió de l'hospital de pobres i pelegrins del carrer extramurs de la bassa en capella i les edificacions de cal Peretó i cal Jaume, velles cases pairals.
Al 1877 va començar a funcionar una indústria de filatures i teixits aprofitant-se d'un salt vora l'ull de Ratera al canal de Pinyana. L'empresa de la fàbrica, Serra & Cia. va ser absorbida al 1921 per Fàbriques de L. Mata i Pons, d'on ve el nom de l'actual nucli habitat de la Mata de Pinyana. La fàbrica arribà a tindre un primer lloc en el sector tèxtil segrianenc, però la forta crisi del sector en motivà el tancament el 1979. També hi havia al començament del segle xx dos molins de farina al canal de Pinyana (un al salt de Peretó del camí de Ratera i l'altre a la veïna fàbrica Serra), dues premses d'oli i una fàbrica de plomes metàl·liques anomenada J. Serra i Tuvose, fet inèdit ja que enlloc de la península n'hi havia cap.
Durant el primer terç del segle xx, corrents catalanistes i anarquistes van quallar al poble, impulsant-se la creació de l'associació catalanista Lo Segrià que incloïa poblacions de l'abast del sentit antic del terme. El primer esclat revolucionari rellevant va ser la vaga a la Fàbrica de La Mata del 1902. La utopia llibertària es portaria a terme el 1936, creant-se un comitè revolucionari (de la CNT i ERC) que instauraria la segona col·lectivització del Segrià en nombre de propietats expropiades. Els mateixos anarcocomunistes van cremar els arxius municipals, l'església de Sant Sadurní, l'ermita del Merli i Sant Sebastià. Lo temple parroquial va tardar anys a ser reconstruït, tot i que de forma barroera amb totxos i no tingué la sort de refer-se imitant l'estil original com a Torrefarrera, Torres de Segre o Vilanova de la Barca ja que no comptava com a zona devastada als arxius franquistes. És de mitjans del segle xx la construcció d'una creu en forma de Crist que actualment és el símbol del poble: el Sagrat Cor, ubicat a la peanya de la serra. A la dècada del 1970 es va enderrocar la ja prou enrunada ermita de Sant Sebastià.

## Monuments

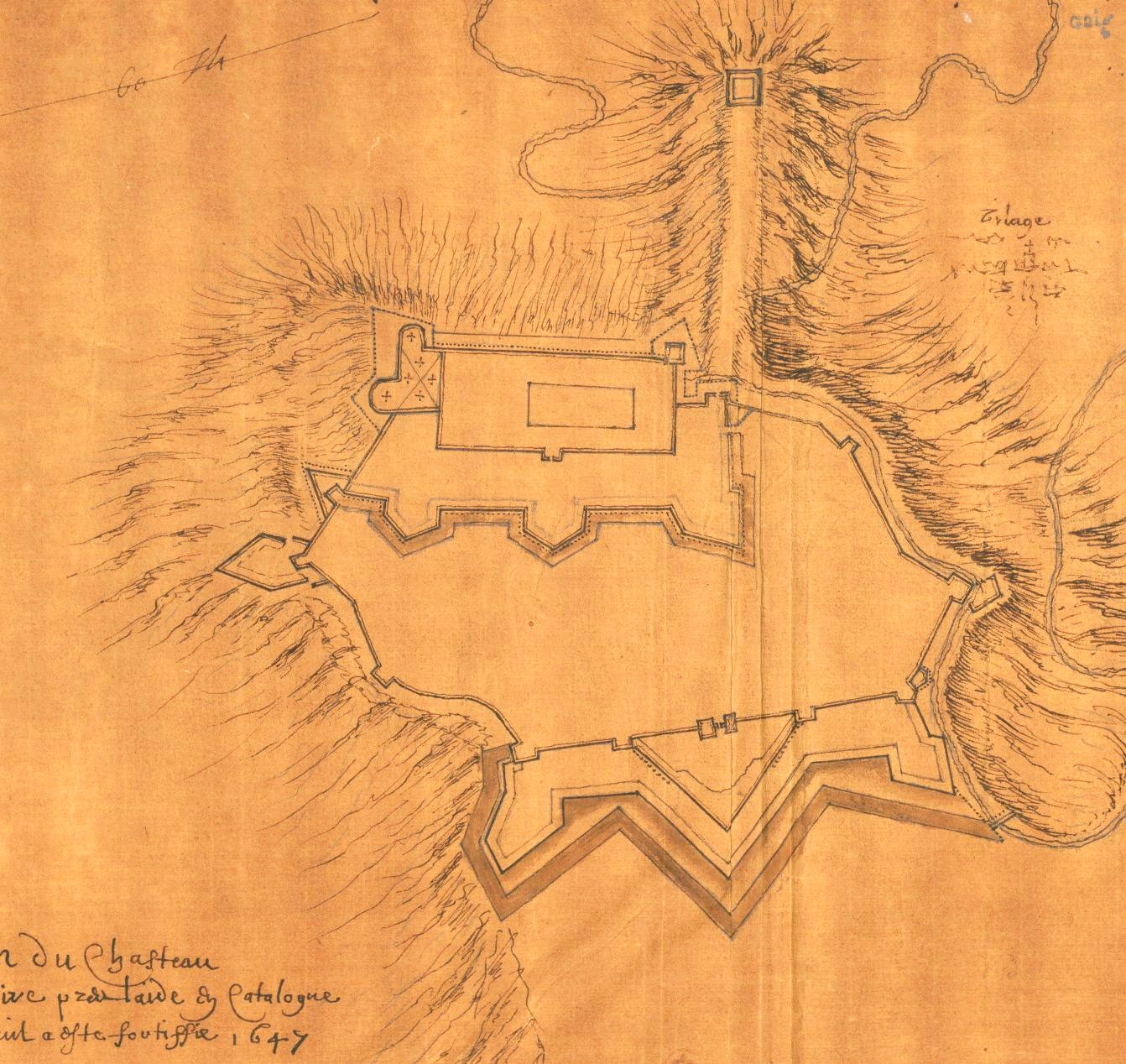
Plànol del monestir fet per Sébastien de Pontault de Beaulieu el 1647

- Monestir Hospitaler d'Alguaire: suda andalusí convertida en monestir de l'orde de l'hospital de Sant Joan de Jerusalem. Només se'n conserven vestigis de la muralla, d'una torre quadrada i de l'antiga església de Santa Maria, a on s'hi fan activitats arqueològiques en un jaciment a càrrec de la Universitat de Barcelona. Comunament anomenat «castell d'Alguaire».[6]
- Sagrat Cor: monument cristià construït a dalt de la serra l'any 1966 on hi havia hagut una petita fortificació en temps del castell.

## Política

### Eleccions Municipals del 2019 a Alguaire
| Candidatura | Candidatura | Cap de llista           | Vots           | Regidors | % vots |
| ----------- | ----------- | ----------------------- | -------------- | -------- | ------ |
|             | MES         | Antoni Perea i Hervera  | 591            | 5        | 41,10  |
|             | ERC-AM      | Gemma Massana Cosialls  | 557            | 4        | 38,73  |
|             | JxCat-JUNTS | Joan Antoni Bonet Badia | 261            | 2        | 18,15  |
| Total       | Total       | 1.454 (69,57%)          | 1.454 (69,57%) | 11       |        |

### Eleccions Municipals del 2015 a Alguaire
| Candidatura | Candidatura | Cap de llista           | Vots | Regidors | % vots |
| ----------- | ----------- | ----------------------- | ---- | -------- | ------ |
|             | MES         | Antoni Perea i Hervera  | 548  | 5        | 40,83  |
|             | CiU         | Joan Busquets i Saz     | 448  | 4        | 33,38  |
|             | ERC-AM      | Francesc Teixidó i Mola | 309  | 2        | 23,03  |
| Total       | Total       | 1362                    | 1362 | 11       |        |

#### Llista d'alcaldes del municipi d'Alguaire
| Període     | Alcalde o alcaldessa                                   | Partit polític               | Data de possessió | Observacions |
| ----------- | ------------------------------------------------------ | ---------------------------- | ----------------- | ------------ |
| 1979–1983   | Albert Lladonosa i Farreny                             | independent                  | 19/04/1979        | --           |
| 1983–1987   | Ramon Larregula i Mayench                              | Logotip del PSC              | 23/05/1983        | --           |
| 1987–1991   | Ramon Larregula i Mayench                              | Logotip del PSC              | 30/06/1987        | --           |
| 1991–1995   | Josep Biel i Gabernet                                  | Logotip de CiU               | 15/06/1991        | --           |
| 1995–1999   | Josep Biel i Gabernet                                  | Logotip de CiU               | 17/06/1995        | --           |
| 1999–2003   | Josep Biel i Gabernet                                  | Logotip de CiU               | 03/07/1999        | --           |
| 2003–2007   | Josep Biel i Gabernet Olga Fransi i Gonzàlez           | Logotip de CiU               | 14/06/2003        | --           |
| 2007–2011   | Antoni Perea i Hervera                                 | Logotip del PSC              | 16/06/2007        | --           |
| 2011–2015   | Antoni Perea i Hervera                                 | Logotip del PSC              | 11/06/2011        | --           |
| 2015–2019   | Antoni Perea i Hervera                                 | Logotip de MES               | 13/06/2015        | --           |
| 2019-2023   |                                                        |                              |                   | --           |
| Des de 2023 | Inmaculada Roca Vidal (2023-2024) Joan Guillaumet Illa | (2023-24 Impulsem) HORITZO31 | 17/06/2023        | --           |

### Eleccions al Parlament de Catalunya del 2015
| Candidatura | Candidatura                                      | Cap de llista               | Vots | Regidors | % vots |
| ----------- | ------------------------------------------------ | --------------------------- | ---- | -------- | ------ |
|             | JxSí                                             | Josep Maria Forné i Febrer  | 1062 | 10       | 66,54  |
|             | PSC                                              | Òscar Ordeig i Molist       | 138  | 1        | 8,65   |
|             | Candidatura d'Unitat Popular - Crida Constituent | Ramon Usall i Santa         | 118  | 1        | 7,39   |
|             | PPC                                              | Marisa Xandri Pujol         | 91   | 1        | 5,70   |
|             | UDC                                              | Josep Maria Pelegrí i Aixut | 70   | 0        | 4,39   |
|             | Ciutadans - Partit de la Ciutadania              | Jorge Soler                 | 57   | 1        | 3,57   |
|             | Catalunya Sí que es Pot                          | Sara Vilà Galan             | 42   | 0        | 2,63   |
|             | Altres                                           |                             | 8    |          | 0,5    |
|             | Vots en blanc                                    |                             | 10   |          | 0,62   |
|             | Vots nuls                                        |                             | 11   |          | 0,68   |
| Total       | Total                                            | 1607                        | 1607 |          | 76,13  |

## Fills il·lustres
- Josep Maria Roma i Roig (1902-1981): pianista, organista, compositor i director d'orquestra català
- Josep Lladonosa i Pujol (1907-1990): historiador, fill il·lustre de la vila i cronista oficial de la ciutat de Lleida
- Maria Malla Fàbregas (1918-1995): escriptora i poetessa, militant anarquista i anarcosindicalista
- Josep Lladonosa i Giró (1938): reconegut cuiner, xef i escriptor gastronòmic català